# ATP Finals 2024
ATP Finals 2024, známý jako Turnaj mistrů 2024 či se jménem sponzora Nitto ATP Finals 2024, byl závěrečný tenisový turnaj mužské profesionální sezóny pro osm nejvýše postavených mužů ve dvouhře a osm nejlepších párů ve čtyřhře na žebříčku ATP Race z pondělního vydání, v týdnu posledního řádného turnaje před Turnajem mistrů.
Turnaj se konal mezi 10. a 17. listopadem 2024 počtvrté v italtském Turíně, šestnáctém místě konání závěrečné události roku. Dějištěm se stala víceúčelová Inalpi Arena, v níž byl instalován dvorec s tvrdým povrchem GreenSet. Celková dotace i prize money činily 15 250 000 dolarů. Hlavním sponzorem se poosmé stala japonská společnost Nitto Denko. Trofeje pro vítěze i konečné světové jedničky navrhla a vyrobila londýnská zlatnická firma Thomas Lyte.
Prvním italským vítězem dvouhry se stala světová jednička Jannik Sinner, jakožto první šampion narozený ve 21. století a první od Ivana Lendla v roce 1986, který v soutěži neztratil žádný set. V probíhající sezóně získal osmé turnajové vítězství, které na okruhu ATP Tour představovalo osmnáctý singlový titul. Nejvyšší jednorázovou odměnou za předchozí historii profesionálního tenisu – 4 881 100 dolarů, překročil jako třetí tenista narozený ve 21. století celkový výdělek 30 milionů dolarů, po Świątekové a Alcarazovi. Kevin Krawietz s Timem Pützem vyhráli čtyřhru jako první němečtí deblisté. Trofeje dosáhli jako nejníže postavený pár od zavedení nasazování v roce 1995. Na okruhu ATP Tour vybojovali třetí titul po triumfech na Hamburg Open. Na prahu vyřazení se ocili v semifinále, kdy odvrátili mečbol.

## Turnaj

### Dějiště

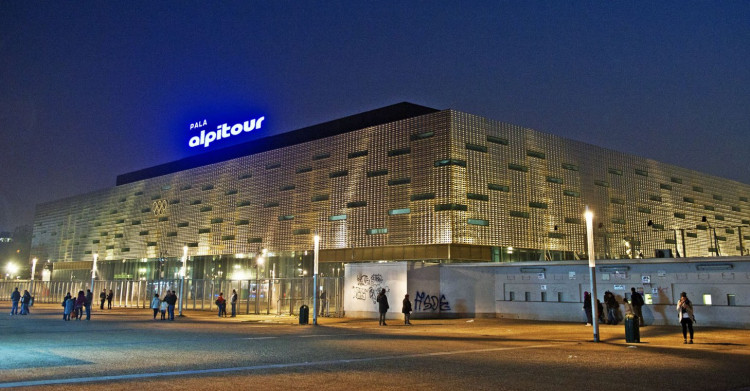
Inalpi Arena v Turíně, dějiště turnaje 2022–2025

Turínská Inalpi Arena hostila mezi 10. a 17. listopadem 2024 padesátý pátý ročník Turnaje mistrů ve dvouhře a jubilejní padesátý ve čtyřhře. Stadion představoval největší krytou arénu v Itálii, s tenisovou kapacitou 12 tisíc diváků. Událost organizovaly Asociace tenisových profesionálů (ATP) ve formě vyvrcholení okruhu ATP Tour 2024. Jednalo se o závěrečný turnaj sezóny v kategorii ATP Tour Finals, hraný v týdnu před vyřazovací fází finále Davis Cupu a před prosincovým džiddským Next Generation ATP Finals pro osm nejvýše postavených hráčů sezóny do 20 let. 
V důsledku invaze Ruska na Ukrajinu na konci února 2022 řídící organizace tenisu ATP, WTA a ITF s grandslamy rozhodly, že ruští a běloruští tenisté mohli dále na okruzích startovat, ale do odvolání nikoli pod vlajkami Ruska a Běloruska.

### Kvalifikační kritéria
Hráči či páry se kvalifikovali v následujícím pořadí:
1. Zaprvé, sedm nejvýše postavených na žebříčku ATP Race vydaného v pondělí 4. listopadu 2024 před začátkem turnaje.
2. Zadruhé, až dva grandslamoví vítězové dvouhry nebo takové vítězné páry čtyřhry figurující na 8. až 20. místě žebříčku, a to podle sestupného umístění.
3. Zatřetí, 8. singlista nebo pár čtyřhry na žebříčku ATP Race.

Dvěma náhradníky byli tenisté či páry umístění na prvních nepostupových místech žebříčku ATP Race. V případě jejich odmítnutí či zranění by určila náhradníky organizace ATP.  
Do žebříčku ATP Race, vydávaného vždy v pondělí, se započítávaly body získané během 52 týdnů před Turnajem mistrů. Kumulovány byly z Grand Slamu, ATP Tour, United Cupu, ATP Challenger Tour a ITF Tour. Singlistům se přičetly body z 19 turnajů, do nichž se řadily:
- 4 Grand Slamy
- 8 turnajů s povinným startem v kategorii ATP Masters 1000
- 7 nejlépe bodově hodnocených výsledků (United Cup, Monte-Carlo Masters, ATP 500, ATP 250, challengery, ITF)
- Výsledky až 3 povinných turnajů ATP Masters 1000 mohl singlista nahradit lepšími výsledky z kategorií ATP 500 či ATP 250.

Ve čtyřhře byl výsledný bodový zisk páru do žebříčku kumulován z devatenácti turnajů okruh ATP Tour, a to podle nejlepších výsledků nezávisle na grandslamu či turnajích ATP Masters 1000.

### Formát
Do soutěže dvouhry zasáhlo osm hráčů rozdělených do dvou čtyřčlenných základních skupin koncipovaných ve formátu „každý s každým“. Singlista tak v základní fázi odehrál tři vzájemná utkání. Tenisté z prvních dvou míst každé skupiny postoupili do semifinále, od něhož soutěž probíhala vyřazovacím systémem. V semifinále se utkali vítězové skupin s druhými v pořadí z další skupiny. Vítězové semifinále se následně střetnli ve finále o titul.
Soutěž čtyřhry pro osm párů kopírovala formát dvouhry.
Všechny zápasy dvouhry probíhaly na dva vítězné sety, s možným závěrečným 7bodovým tiebreakem včetně finále. Každé utkání čtyřhry se konalo také na dvě vítězné sady. Za vyrovnaného stavu setů 1–1 o vítězi rozhodl 10bodový supertiebreak. V gamech čtyřhry se nehrály „výhody“ (no-ad systém). Po shodě následoval rozhodující míč, jehož vítěz získal celou hru.

### Kritéria pořadí v základní skupině
Konečné pořadí v základní skupině se řídilo následujícími kritérii:
1. nejvyšší počet vyhraných utkání,
2. nejvyšší počet odehraných utkání,
3. U dvou hráčů či párů se stejným počtem výher rozhodlo vzájemné utkání,
4. U tří hráčů či párů se stejným počtem výher byl automaticky vyřazen účastník, který odehrál méně než tři utkání, jinak rozhodovalo:

a) nejvyšší procento vyhraných setů,
b) nejvyšší procento vyhraných her,
c) žebříček ATP platný během turnaje.

### Body a finanční odměny
Odměny ATP Finals 2024 činily 15 250 000 dolarů, znamenající meziroční nárůst o 1,67 %. Vzhledem ke skokovému navýšení dotace Turnaje mistryň 2024 o cca 70 %, byly poprvé od roku 2015 rozpočty mužské a ženské závěrečné události sezóny vyrovnány.
| Fáze | Fáze                | dvouhra          | čtyřhra        | body     |
| --- | ------------------- | ---------------- | -------------- | -------- |
| neporažení vítězové                                                                                     | neporažení vítězové | 4 881 100 $      | 959 300 $      | 1 500    |
| vítězové                                                                                                | vítězové            | F + 2 237 200 $  | F + 356 800 $  | F + 500  |
| finalisté                                                                                               | finalisté           | ZS + 1 123 400 $ | ZS + 178 500 $ | ZS + 400 |
| za výhru ve skupině                                                                                     | za výhru ve skupině | 396 500 $        | 96 600 $       | 200      |
| startovné                                                                                               |                     |                  |                |          |
| za 3 zápasy                                                                                             | 331 000 $           | 134 200 $        | —              |          |
| za 2 zápasy                                                                                             | 248 250 $           | 100 650 $        | —              |          |
| za 1 zápas                                                                                              | 165 500 $           | 67 100 $         | —              |          |
| náhradníci                                                                                              | náhradníci          | 155 000 $        | —              | 51 700 $ |
| ZS/F – celkové odměny či body získané v základní skupině/finále, odměny ve čtyřhře jsou uváděny na pár. |                     |                  |                |          |

## Dvouhra

### Kvalifikovaní hráči
| \| 1. \| \| Jannik Sinner \| 10 330 \| 10. srpna \| [13] \| \| 2. \| \| Alexander Zverev \| 7 315 \| 1. září \| [14] \| \| 3. \| \| Carlos Alcaraz \| 6 810 \| 24. září \| [15] \| \| 4. \| \| Daniil Medveděv \| 4 830 \| 22. října \| [16] \| \| 5. \| \| Taylor Fritz \| 4 300 \| 29. října \| [17] \| \| — \| Novak Djoković (SRB)[18] \| Novak Djoković (SRB)[18] \| 3 910 \| 5. listopadu \| \| \| 6. \| \| Casper Ruud \| 3 855 \| 5. listopadu \| [19] \| \| 7. \| \| Andrej Rubljov \| 3 780 \| 5. listopadu \| [19] \| \| 8. \| \| Alex de Minaur \| 3 745 \| 5. listopadu \| [19] \| \| Skupina Ilieho Năstaseho Skupina Johna Newcomba odhlášen \| \| \| \| \| \| | SinnerZverevAlcarazMedveděv FritzRuudRubljovde Minaur |                      |        |              |              |
| Nas. | tenista                                               | tenista              | body   | kvalifikován | kvalifikován |
| 1. |                                                       | Jannik Sinner        | 10 330 | 10. srpna    | [ 13 ]       |
| 2. |                                                       | Alexander Zverev     | 7 315  | 1. září      | [ 14 ]       |
| 3. |                                                       | Carlos Alcaraz       | 6 810  | 24. září     | [ 15 ]       |
| 4. |                                                       | Daniil Medveděv      | 4 830  | 22. října    | [ 16 ]       |
| 5. |                                                       | Taylor Fritz         | 4 300  | 29. října    | [ 17 ]       |
| — | Novak Djoković (SRB)                                  | Novak Djoković (SRB) | 3 910  | 5. listopadu |              |
| 6. |                                                       | Casper Ruud          | 3 855  | 5. listopadu | [ 19 ]       |
| 7. |                                                       | Andrej Rubljov       | 3 780  | 5. listopadu | [ 19 ]       |
| 8. |                                                       | Alex de Minaur       | 3 745  | 5. listopadu | [ 19 ]       |
| Skupina Ilieho Năstaseho Skupina Johna Newcomba odhlášen |                                                       |                      |        |              |              |

### Předešlý poměr vzájemných zápasů
Poměr vzájemných zápasů hráčů před Turnajem mistrů.
|    |                  | Sinner | Zverev | Alcaraz | Medveděv | Fritz | Ruud | de Minaur | Rubljov | Celkem H2H | Poměr 2024 |
| 1. | Jannik Sinner    |        | 2–4    | 4–6     | 7–7      | 2–1   | 2–0  | 7–0       | 6–3     | 30–21      | 65–6       |
| 2. | Alexander Zverev | 4–2    |        | 5–5     | 7–12     | 5–6   | 3–2  | 8–2       | 6–3     | 38–32      | 66–20      |
| 3. | Carlos Alcaraz   | 6–4    | 5–5    |         | 6–2      | 2–0   | 4–0  | 2–0       | 1–1     | 26–12      | 52–11      |
| 4. | Daniil Medveděv  | 7–7    | 12–7   | 2–6     |          | 1–0   | 3–0  | 6–3       | 7–2     | 38–25      | 45–19      |
| 5. | Taylor Fritz     | 1–2    | 6–5    | 0–2     | 0–1      |       | 1–2  | 3–5       | 5–4     | 16–21      | 49–21      |
| 6. | Casper Ruud      | 0–2    | 2–3    | 0–4     | 0–3      | 2–1   |      | 0–2       | 2–5     | 6–20       | 49–23      |
| 7. | Alex de Minaur   | 0–7    | 2–8    | 0–2     | 3–6      | 5–3   | 2–0  |           | 4–3     | 16–29      | 47–16      |
| 8. | Andrej Rubljov   | 3–6    | 3–6    | 1–1     | 2–7      | 4–5   | 5–2  | 3–4       |         | 21–31      | 43–23      |

### Výsledky a body
Tabulka uvádí sezónní výsledky a odpovídající bodový zisk kvalifikovaných hráčů a náhradníků Turnaje mistrů.
| Nas.                          | tenista                       | Grand Slam | Grand Slam | Grand Slam | Grand Slam | ATP Tour Masters 1000 | ATP Tour Masters 1000 | ATP Tour Masters 1000 | ATP Tour Masters 1000 | ATP Tour Masters 1000 | ATP Tour Masters 1000 | ATP Tour Masters 1000 | ATP Tour Masters 1000 | Nejlépe na dalších turnajích | Nejlépe na dalších turnajích | Nejlépe na dalších turnajích | Nejlépe na dalších turnajích | Nejlépe na dalších turnajích | Nejlépe na dalších turnajích | Nejlépe na dalších turnajích | body | turnajů | titulů |
| Nas.                          | tenista                       | AO | FO | WIM | USO | IW | MI | MA | RO | CA | CI | SH | PA | 1. | 2. | 3. | 4. | 5. | 6. | 7. | body | turnajů | titulů |
| ----------------------------- | ----------------------------- | --- | --- | --- | --- | --- | --- | --- | --- | --- | --- | --- | --- | --- | --- | --- | --- | --- | --- | --- | --- | --- | --- |
| 1.                            | Jannik Sinner                 | Titul 2000 | SF 800 | ČF 400 | Titul 2000 | SF 0 | Titul 1000 | ČF 200 | A 0 | ČF 200 | Titul 1000 | Titul 1000 | A 0 | Titul 500 | Titul 500 | SF 400 | F 330 | | | | 10 330 | 14 | 7 |
| 2.                            | Alexander Zverev              | SF 800 | F 1300 | 16k 200 | ČF 400 | ČF 200 | SF 400 | 16k 100 | Titul 1000 | ČF 200 | SF 400 | 16k 100 | Titul 1000 | Titul 335 | F 330 | SF 200 | 16k 100 | ČF 100 | SF 100 | ČF 50 | 7 315 | 20 | 3 |
| 3.                            | Carlos Alcaraz                | ČF 400 | Titul 2000 | Titul 2000 | 64k 50 | Titul 1000 | ČF 200 | ČF 200 | A 0 | A 0 | 32k 10 | ČF 200 | 16k 100 | Titul 500 | SF 100 | 16k 50 | 32k 0 | | | | 6 810 | 14 | 4 |
| 4.                            | Daniil Medveděv               | F 1300 | 16k 200 | SF 800 | ČF 400 | F 650 | SF 400 | ČF 200 | 16k 100 | 32k 10 | 32k 10 | ČF 200 | 32k 10 | SF 200 | SF 200 | 16k 100 | 16k 50 | | | | 4 830 | 16 | 0 |
| 5.                            | Taylor Fritz                  | ČF 400 | 16k 200 | ČF 400 | F 1300 | 16k 100 | 64k 10 | SF 400 | ČF 200 | 32k 50 | 64k 10 | SF 400 | 32k 10 | Titul 250 | Titul 250 | F 165 | ČF 100 | ZS 45 | 64k 10 | 32k 0 | 4 300 | 21 | 2 |
| —                             | Novak Djoković                | SF 800 | ČF 400 | F 1300 | 32k 100 | 32k 50 | A 0 | A 0 | 32k 50 | A 0 | A 0 | F 650 | A 0 | SF 400 | SF 100 | ČF 60 | | | | | 3 910 | 10 | 0 |
| 6.                            | Casper Ruud                   | 32k 100 | SF 800 | 64k 50 | 16k 200 | ČF 200 | 16k 100 | 16k 100 | 64k 10 | 16k 100 | 32k 10 | ČF 50 | 32k 10 | F 650 | Titul 500 | F 330 | Titul 250 | F 165 | ČF 130 | SF 100 | 3 855 | 24 | 2 |
| 7.                            | Andrej Rubljov                | ČF 400 | 32k 100 | 128k 10 | 16k 200 | 32k 50 | ČF 50 | Titul 1000 | 32k 50 | F 650 | ČF 200 | ČF 50 | ČF 50 | Titul 250 | SF 200 | ČF 100 | ČF 100 | ČF 100 | ČF 100 | SF 100 | 3 760 | 26 | 2 |
| 8.                            | Alex de Minaur                | 16k 200 | ČF 400 | ČF 400 | ČF 400 | 16k 100 | 16k 100 | ČF 50 | 16k 100 | A 0 | A 0 | A 0 | ČF 200 | Titul 500 | F 330 | SF 265 | Titul 250 | ČF 200 | SF 200 | 16k 50 | 3 745 | 19 | 2 |
| Náhradníci                    |                               | | | | | | | | | | | | | | | | | | | | | | |
| 9.                            | Grigor Dimitrov               | 32k 100 | ČF 400 | 16k 200 | ČF 400 | 16k 100 | F 650 | 64k 10 | 16k 100 | 16k 100 | 32k 10 | 16k 100 | ČF 200 | Titul 250 | SF 200 | F 165 | F 165 | 16k 100 | 16k 50 | 16k 50 | 3 350 | 19 | 1 |
| 10.                           | Stefanos Tsitsipas            | 16k 200 | ČF 400 | 64k 50 | 128k 10 | 16k 100 | 64k 10 | ČF 50 | ČF 200 | ČF 15 | 32k 50 | 16k 100 | ČF 200 | Titul 1000 | F 330 | ČF 100 | ČF 100 | SF 100 | SF 100 | 16k 50 | 3 165 | 22 | 1 |
| náhradník odhlášení z turnaje | náhradník odhlášení z turnaje | \| 0/2000 \| získané body na turnaji \| ZS \| základní skupina \| 64k \| 128 hráčů v kole \| SF \| prohra v semifinále \| \| A \| absence na turnaji \| 16k \| 16 hráčů v kole \| 128k \| 128 hráčů v kole \| F \| prohra ve finále \| \| \| \| 32k \| 32 hráčů v kole \| ČF \| prohra ve čtvrtfinále \| Titul \| vítězství v turnaji \| | \| 0/2000 \| získané body na turnaji \| ZS \| základní skupina \| 64k \| 128 hráčů v kole \| SF \| prohra v semifinále \| \| A \| absence na turnaji \| 16k \| 16 hráčů v kole \| 128k \| 128 hráčů v kole \| F \| prohra ve finále \| \| \| \| 32k \| 32 hráčů v kole \| ČF \| prohra ve čtvrtfinále \| Titul \| vítězství v turnaji \| | \| 0/2000 \| získané body na turnaji \| ZS \| základní skupina \| 64k \| 128 hráčů v kole \| SF \| prohra v semifinále \| \| A \| absence na turnaji \| 16k \| 16 hráčů v kole \| 128k \| 128 hráčů v kole \| F \| prohra ve finále \| \| \| \| 32k \| 32 hráčů v kole \| ČF \| prohra ve čtvrtfinále \| Titul \| vítězství v turnaji \| | \| 0/2000 \| získané body na turnaji \| ZS \| základní skupina \| 64k \| 128 hráčů v kole \| SF \| prohra v semifinále \| \| A \| absence na turnaji \| 16k \| 16 hráčů v kole \| 128k \| 128 hráčů v kole \| F \| prohra ve finále \| \| \| \| 32k \| 32 hráčů v kole \| ČF \| prohra ve čtvrtfinále \| Titul \| vítězství v turnaji \| | \| 0/2000 \| získané body na turnaji \| ZS \| základní skupina \| 64k \| 128 hráčů v kole \| SF \| prohra v semifinále \| \| A \| absence na turnaji \| 16k \| 16 hráčů v kole \| 128k \| 128 hráčů v kole \| F \| prohra ve finále \| \| \| \| 32k \| 32 hráčů v kole \| ČF \| prohra ve čtvrtfinále \| Titul \| vítězství v turnaji \| | \| 0/2000 \| získané body na turnaji \| ZS \| základní skupina \| 64k \| 128 hráčů v kole \| SF \| prohra v semifinále \| \| A \| absence na turnaji \| 16k \| 16 hráčů v kole \| 128k \| 128 hráčů v kole \| F \| prohra ve finále \| \| \| \| 32k \| 32 hráčů v kole \| ČF \| prohra ve čtvrtfinále \| Titul \| vítězství v turnaji \| | \| 0/2000 \| získané body na turnaji \| ZS \| základní skupina \| 64k \| 128 hráčů v kole \| SF \| prohra v semifinále \| \| A \| absence na turnaji \| 16k \| 16 hráčů v kole \| 128k \| 128 hráčů v kole \| F \| prohra ve finále \| \| \| \| 32k \| 32 hráčů v kole \| ČF \| prohra ve čtvrtfinále \| Titul \| vítězství v turnaji \| | \| 0/2000 \| získané body na turnaji \| ZS \| základní skupina \| 64k \| 128 hráčů v kole \| SF \| prohra v semifinále \| \| A \| absence na turnaji \| 16k \| 16 hráčů v kole \| 128k \| 128 hráčů v kole \| F \| prohra ve finále \| \| \| \| 32k \| 32 hráčů v kole \| ČF \| prohra ve čtvrtfinále \| Titul \| vítězství v turnaji \| | \| 0/2000 \| získané body na turnaji \| ZS \| základní skupina \| 64k \| 128 hráčů v kole \| SF \| prohra v semifinále \| \| A \| absence na turnaji \| 16k \| 16 hráčů v kole \| 128k \| 128 hráčů v kole \| F \| prohra ve finále \| \| \| \| 32k \| 32 hráčů v kole \| ČF \| prohra ve čtvrtfinále \| Titul \| vítězství v turnaji \| | \| 0/2000 \| získané body na turnaji \| ZS \| základní skupina \| 64k \| 128 hráčů v kole \| SF \| prohra v semifinále \| \| A \| absence na turnaji \| 16k \| 16 hráčů v kole \| 128k \| 128 hráčů v kole \| F \| prohra ve finále \| \| \| \| 32k \| 32 hráčů v kole \| ČF \| prohra ve čtvrtfinále \| Titul \| vítězství v turnaji \| | \| 0/2000 \| získané body na turnaji \| ZS \| základní skupina \| 64k \| 128 hráčů v kole \| SF \| prohra v semifinále \| \| A \| absence na turnaji \| 16k \| 16 hráčů v kole \| 128k \| 128 hráčů v kole \| F \| prohra ve finále \| \| \| \| 32k \| 32 hráčů v kole \| ČF \| prohra ve čtvrtfinále \| Titul \| vítězství v turnaji \| | \| 0/2000 \| získané body na turnaji \| ZS \| základní skupina \| 64k \| 128 hráčů v kole \| SF \| prohra v semifinále \| \| A \| absence na turnaji \| 16k \| 16 hráčů v kole \| 128k \| 128 hráčů v kole \| F \| prohra ve finále \| \| \| \| 32k \| 32 hráčů v kole \| ČF \| prohra ve čtvrtfinále \| Titul \| vítězství v turnaji \| | \| 0/2000 \| získané body na turnaji \| ZS \| základní skupina \| 64k \| 128 hráčů v kole \| SF \| prohra v semifinále \| \| A \| absence na turnaji \| 16k \| 16 hráčů v kole \| 128k \| 128 hráčů v kole \| F \| prohra ve finále \| \| \| \| 32k \| 32 hráčů v kole \| ČF \| prohra ve čtvrtfinále \| Titul \| vítězství v turnaji \| | \| 0/2000 \| získané body na turnaji \| ZS \| základní skupina \| 64k \| 128 hráčů v kole \| SF \| prohra v semifinále \| \| A \| absence na turnaji \| 16k \| 16 hráčů v kole \| 128k \| 128 hráčů v kole \| F \| prohra ve finále \| \| \| \| 32k \| 32 hráčů v kole \| ČF \| prohra ve čtvrtfinále \| Titul \| vítězství v turnaji \| | \| 0/2000 \| získané body na turnaji \| ZS \| základní skupina \| 64k \| 128 hráčů v kole \| SF \| prohra v semifinále \| \| A \| absence na turnaji \| 16k \| 16 hráčů v kole \| 128k \| 128 hráčů v kole \| F \| prohra ve finále \| \| \| \| 32k \| 32 hráčů v kole \| ČF \| prohra ve čtvrtfinále \| Titul \| vítězství v turnaji \| | \| 0/2000 \| získané body na turnaji \| ZS \| základní skupina \| 64k \| 128 hráčů v kole \| SF \| prohra v semifinále \| \| A \| absence na turnaji \| 16k \| 16 hráčů v kole \| 128k \| 128 hráčů v kole \| F \| prohra ve finále \| \| \| \| 32k \| 32 hráčů v kole \| ČF \| prohra ve čtvrtfinále \| Titul \| vítězství v turnaji \| | \| 0/2000 \| získané body na turnaji \| ZS \| základní skupina \| 64k \| 128 hráčů v kole \| SF \| prohra v semifinále \| \| A \| absence na turnaji \| 16k \| 16 hráčů v kole \| 128k \| 128 hráčů v kole \| F \| prohra ve finále \| \| \| \| 32k \| 32 hráčů v kole \| ČF \| prohra ve čtvrtfinále \| Titul \| vítězství v turnaji \| | \| 0/2000 \| získané body na turnaji \| ZS \| základní skupina \| 64k \| 128 hráčů v kole \| SF \| prohra v semifinále \| \| A \| absence na turnaji \| 16k \| 16 hráčů v kole \| 128k \| 128 hráčů v kole \| F \| prohra ve finále \| \| \| \| 32k \| 32 hráčů v kole \| ČF \| prohra ve čtvrtfinále \| Titul \| vítězství v turnaji \| | \| 0/2000 \| získané body na turnaji \| ZS \| základní skupina \| 64k \| 128 hráčů v kole \| SF \| prohra v semifinále \| \| A \| absence na turnaji \| 16k \| 16 hráčů v kole \| 128k \| 128 hráčů v kole \| F \| prohra ve finále \| \| \| \| 32k \| 32 hráčů v kole \| ČF \| prohra ve čtvrtfinále \| Titul \| vítězství v turnaji \| | \| 0/2000 \| získané body na turnaji \| ZS \| základní skupina \| 64k \| 128 hráčů v kole \| SF \| prohra v semifinále \| \| A \| absence na turnaji \| 16k \| 16 hráčů v kole \| 128k \| 128 hráčů v kole \| F \| prohra ve finále \| \| \| \| 32k \| 32 hráčů v kole \| ČF \| prohra ve čtvrtfinále \| Titul \| vítězství v turnaji \| | \| 0/2000 \| získané body na turnaji \| ZS \| základní skupina \| 64k \| 128 hráčů v kole \| SF \| prohra v semifinále \| \| A \| absence na turnaji \| 16k \| 16 hráčů v kole \| 128k \| 128 hráčů v kole \| F \| prohra ve finále \| \| \| \| 32k \| 32 hráčů v kole \| ČF \| prohra ve čtvrtfinále \| Titul \| vítězství v turnaji \| | \| 0/2000 \| získané body na turnaji \| ZS \| základní skupina \| 64k \| 128 hráčů v kole \| SF \| prohra v semifinále \| \| A \| absence na turnaji \| 16k \| 16 hráčů v kole \| 128k \| 128 hráčů v kole \| F \| prohra ve finále \| \| \| \| 32k \| 32 hráčů v kole \| ČF \| prohra ve čtvrtfinále \| Titul \| vítězství v turnaji \| |
| 0/2000                        | získané body na turnaji       | ZS | základní skupina | 64k | 128 hráčů v kole | SF | prohra v semifinále | | | | | | | | | | | | | | | | |
| A                             | absence na turnaji            | 16k | 16 hráčů v kole | 128k | 128 hráčů v kole | F | prohra ve finále | | | | | | | | | | | | | | | | |
|                               |                               | 32k | 32 hráčů v kole | ČF | prohra ve čtvrtfinále | Titul | vítězství v turnaji | | | | | | | | | | | | | | | | |

Vysvětlivky
1. ↑  Bodový zisk až ze tří povinných turnajů kategorie Masters 1000 mohl hráč nahradit lepšími body z turnajů v kategoriích ATP 500 a ATP 250.'"`UNIQ--ref-00000051-QINU`"''"`UNIQ--ref-00000052-QINU`"' Takové body byly do tabulky zapsány kurzívou.
2. ↑  Přes semifinálovou účast Sinnera na Indian Wells Masters 2024, mu byly body s výdělkem z turnaje anulovány po pozitivních dopingových testech z 10. a 18. března 2024, když vzorky obsahovaly metabolit zakázaného anabolicko-androgenního steroidu klostebolu.'"`UNIQ--ref-00000055-QINU`"''"`UNIQ--ref-00000056-QINU`"'

## Čtyřhra

### Kvalifikované páry
| \| 1. \| \| Marcelo Arévalo Mate Pavić \| 6 710 \| 28. srpna \| [20] \| \| 2. \| \| Marcel Granollers Horacio Zeballos \| 6 500 \| 29. srpna \| [21] \| \| 3. \| \| Wesley Koolhof Nikola Mektić \| 5 775 \| 28. října \| [22] \| \| 4. \| \| Simone Bolelli Andrea Vavassori \| 5 540 \| 9. října \| [23] \| \| 5. \| \| Max Purcell Jordan Thompson \| 5 255 \| 26. října \| [24] \| \| 6. \| \| Rohan Bopanna Matthew Ebden \| 4 860 \| 28. října \| [22] \| \| 7. \| \| Harri Heliövaara Henry Patten \| 4 587 \| 28. října \| [22] \| \| 8. \| \| Kevin Krawietz Tim Pütz \| 4 490 \| 28. října \| [22] \| \| Skupina Boba Bryana Skupina Mika Bryana \| \| \| \| \| \| | ArévaloPavićGranollersZeballos KoolhofMektićBolelliVavassori PurcellThompsonBopannaEbden HeliövaaraPattenKrawietzPütz |                                    |       |              |              |
| Nas. | pár | pár                                | body  | kvalifikován | kvalifikován |
| 1. | | Marcelo Arévalo Mate Pavić         | 6 710 | 28. srpna    | [ 20 ]       |
| 2. | | Marcel Granollers Horacio Zeballos | 6 500 | 29. srpna    | [ 21 ]       |
| 3. | | Wesley Koolhof Nikola Mektić       | 5 775 | 28. října    | [ 22 ]       |
| 4. | | Simone Bolelli Andrea Vavassori    | 5 540 | 9. října     | [ 23 ]       |
| 5. | | Max Purcell Jordan Thompson        | 5 255 | 26. října    | [ 24 ]       |
| 6. | | Rohan Bopanna Matthew Ebden        | 4 860 | 28. října    | [ 22 ]       |
| 7. | | Harri Heliövaara Henry Patten      | 4 587 | 28. října    | [ 22 ]       |
| 8. | | Kevin Krawietz Tim Pütz            | 4 490 | 28. října    | [ 22 ]       |
| Skupina Boba Bryana Skupina Mika Bryana | |                                    |       |              |              |

### Předešlý poměr vzájemných zápasů
Poměr vzájemných zápasů párů před Turnajem mistrů.
|    |                                    | Arévalo Pavić | Granollers Zeballos | Koolhof Mektić | Bolelli Vavassori | Purcell Thompson | Bopanna Ebden | Heliövaara Patten | Krawietz Pütz | Celkem H2H | Poměr 2024 |
| 1. | Marcelo Arévalo Mate Pavić         |               | 1–3                 | 1–0            | 3–0               | 0–0              | 1–0           | 1–1               | 2–3           | 9–7        | 44–18      |
| 2. | Marcel Granollers Horacio Zeballos | 3–1           |                     | 0–3            | 2–2               | 0–2              | 3–2           | 1–0               | 2–0           | 11–10      | 42–14      |
| 3. | Wesley Koolhof Nikola Mektić       | 0–1           | 3–0                 |                | 0–2               | 0–1              | 1–1           | 1–1               | 1–0           | 6–6        | 43–16      |
| 4. | Simone Bolelli Andrea Vavassori    | 0–3           | 2–2                 | 2–0            |                   | 2–0              | 2–2           | 1–1               | 2–1           | 11–9       | 41–18      |
| 5. | Max Purcell Jordan Thompson        | 0–0           | 2–0                 | 1–0            | 0–2               |                  | 0–0           | 1–1               | 1–0           | 5–3        | 39–7       |
| 6. | Rohan Bopanna Matthew Ebden        | 0–1           | 2–3                 | 1–1            | 2–2               | 0–0              |               | 0–0               | 1–2           | 6–9        | 24–14      |
| 7. | Harri Heliövaara Henry Patten      | 1–1           | 0–1                 | 1–1            | 1–1               | 1–1              | 0–0           |                   | 0–0           | 4–5        | 36–11      |
| 8. | Kevin Krawietz Tim Pütz            | 3–2           | 0–2                 | 0–1            | 1–2               | 0–1              | 2–1           | 0–0               |               | 6–9        | 40–18      |

### Výsledky a body
Tabulka uvádí započítané sezónní výsledky a odpovídající bodový zisk kvalifikovaných párů na Turnaji mistrů.
| Nas.       | dvojice                            | Nejlepší bodový zisk z turnajů | Nejlepší bodový zisk z turnajů | Nejlepší bodový zisk z turnajů | Nejlepší bodový zisk z turnajů | Nejlepší bodový zisk z turnajů | Nejlepší bodový zisk z turnajů | Nejlepší bodový zisk z turnajů | Nejlepší bodový zisk z turnajů | Nejlepší bodový zisk z turnajů | Nejlepší bodový zisk z turnajů | Nejlepší bodový zisk z turnajů | Nejlepší bodový zisk z turnajů | Nejlepší bodový zisk z turnajů | Nejlepší bodový zisk z turnajů | Nejlepší bodový zisk z turnajů | Nejlepší bodový zisk z turnajů | Nejlepší bodový zisk z turnajů | Nejlepší bodový zisk z turnajů | Nejlepší bodový zisk z turnajů | body | turnajů | titulů |
| Nas.       | dvojice                            | 1. | 2. | 3. | 4. | 5. | 6. | 7. | 8. | 9. | 10. | 11. | 12. | 13. | 14. | 15. | 16. | 17. | 18. | 19. | body | turnajů | titulů |
| ---------- | ---------------------------------- | --- | --- | --- | --- | --- | --- | --- | --- | --- | --- | --- | --- | --- | --- | --- | --- | --- | --- | --- | --- | --- | --- |
| 1.         | Marcelo Arévalo Mate Pavić         | Titul 2000 | Titul 1000 | SF 720 | F 600 | ČF 360 | SF 360 | SF 360 | Titul 250 | Titul 250 | 16k 180 | SF 180 | SF 180 | 16k 90 | 16k 90 | SF 90 | 32k 0 | 32k 0 | 16k 0 | 16k 0 | 6 710 | 22 | 4 |
| 2.         | Marcel Granollers Horacio Zeballos | Titul 1000 | Titul 1000 | SF 720 | SF 720 | F 600 | ČF 360 | SF 360 | SF 360 | SF 360 | SF 360 | 16k 180 | F 150 | F 150 | 16k 90 | ČF 90 | 16k 0 | 16k 0 | | | 6 500 | 17 | 2 |
| 3.         | Wesley Koolhof Nikola Mektić       | Titul 1000 | Titul 1000 | Titul 1000 | Titul 500 | ČF 360 | F 300 | Titul 250 | 16k 180 | ČF 180 | SF 180 | F 150 | 32k 90 | 32k 90 | 16k 90 | 16k 90 | 16k 90 | ČF 90 | ČF 90 | ČF 45 | 5 775 | 21 | 4 |
| 4.         | Simone Bolelli Andrea Vavassori    | F 1200 | F 1200 | Titul 500 | Titul 500 | SF 360 | SF 360 | Titul 250 | 16k 180 | ČF 180 | ČF 180 | ČF 180 | ČF 180 | SF 180 | 16k 90 | 64k 0 | 32k 0 | 16k 0 | 16k 0 | | 5 540 | 18 | 3 |
| 5.         | Max Purcell Jordan Thompson        | Titul 2000 | F 1200 | SF 360 | Titul 250 | Titul 250 | Titul 250 | 16k 180 | SF 180 | 32k 90 | 16k 90 | 16k 90 | 16k 90 | SF 90 | SF 90 | ČF 45 | 16k 0 | | | | 5 255 | 16 | 4 |
| 6.         | Rohan Bopanna Matthew Ebden        | Titul 2000 | Titul 1000 | SF 720 | 16k 180 | ČF 180 | F 150 | 32k 90 | 16k 90 | 16k 90 | 16k 90 | ČF 90 | ČF 90 | ČF 90 | 32k 0 | 16k 0 | 32k 0 | | | | 4 860 | 16 | 2 |
| 7.         | Harri Heliövaara Henry Patten      | Titul 2000 | F 300 | Titul 250 | Titul 250 | Titul 250 | 16k 180 | 16k 180 | ČF 180 | ČF 180 | SF 180 | Titul 175 | F 150 | Titul 100 | ČF 90 | SF 90 | ČF 32 | 32k 0 | 32k 0 | 32k 0 | 4 587 | 19 | 6 |
| 8.         | Kevin Krawietz Tim Pütz            | F 1200 | Titul 500 | ČF 360 | ČF 360 | SF 360 | SF 360 | F 300 | 16k 180 | ČF 180 | ČF 180 | F 150 | 16k 90 | 16k 90 | 16k 90 | ČF 90 | 16k 0 | 16k 0 | 16k 0 | | 4 490 | 18 | 1 |
| Náhradníci |                                    | | | | | | | | | | | | | | | | | | | | | | |
| 9.         | Nathaniel Lammons Jackson Withrow  | SF 720 | Titul 500 | Titul 250 | Titul 250 | Titul 250 | 32k 180 | 16k 180 | ČF 180 | ČF 180 | ČF 180 | SF 180 | 16k 90 | 16k 90 | ČF 90 | ČF 90 | SF 90 | SF 90 | ČF 45 | ČF 45 | 3 680 | 34 | 4 |
| 10.        | Máximo González Andrés Molteni     | F 600 | Titul 500 | ČF 360 | ČF 360 | ČF 360 | Titul 250 | 16k 180 | SF 180 | 16k 90 | ČF 90 | SF 90 | ČF 45 | 32k 0 | 32k 0 | 32k 0 | 32k 0 | 32k 0 | 16k 0 | 16k 0 | 3 105 | 19 | 2 |
| náhradníci | náhradníci                         | \| 0/2000 \| získané body na turnaji \| 32k \| 32 párů v kole \| ČF \| prohra ve čtvrtfinále \| F \| prohra ve finále \| \| 64k \| 64 párů v kole \| 16k \| 16 párů v kole \| SF \| prohra v semifinále \| Titul \| vítězství v turnaji \| | \| 0/2000 \| získané body na turnaji \| 32k \| 32 párů v kole \| ČF \| prohra ve čtvrtfinále \| F \| prohra ve finále \| \| 64k \| 64 párů v kole \| 16k \| 16 párů v kole \| SF \| prohra v semifinále \| Titul \| vítězství v turnaji \| | \| 0/2000 \| získané body na turnaji \| 32k \| 32 párů v kole \| ČF \| prohra ve čtvrtfinále \| F \| prohra ve finále \| \| 64k \| 64 párů v kole \| 16k \| 16 párů v kole \| SF \| prohra v semifinále \| Titul \| vítězství v turnaji \| | \| 0/2000 \| získané body na turnaji \| 32k \| 32 párů v kole \| ČF \| prohra ve čtvrtfinále \| F \| prohra ve finále \| \| 64k \| 64 párů v kole \| 16k \| 16 párů v kole \| SF \| prohra v semifinále \| Titul \| vítězství v turnaji \| | \| 0/2000 \| získané body na turnaji \| 32k \| 32 párů v kole \| ČF \| prohra ve čtvrtfinále \| F \| prohra ve finále \| \| 64k \| 64 párů v kole \| 16k \| 16 párů v kole \| SF \| prohra v semifinále \| Titul \| vítězství v turnaji \| | \| 0/2000 \| získané body na turnaji \| 32k \| 32 párů v kole \| ČF \| prohra ve čtvrtfinále \| F \| prohra ve finále \| \| 64k \| 64 párů v kole \| 16k \| 16 párů v kole \| SF \| prohra v semifinále \| Titul \| vítězství v turnaji \| | \| 0/2000 \| získané body na turnaji \| 32k \| 32 párů v kole \| ČF \| prohra ve čtvrtfinále \| F \| prohra ve finále \| \| 64k \| 64 párů v kole \| 16k \| 16 párů v kole \| SF \| prohra v semifinále \| Titul \| vítězství v turnaji \| | \| 0/2000 \| získané body na turnaji \| 32k \| 32 párů v kole \| ČF \| prohra ve čtvrtfinále \| F \| prohra ve finále \| \| 64k \| 64 párů v kole \| 16k \| 16 párů v kole \| SF \| prohra v semifinále \| Titul \| vítězství v turnaji \| | \| 0/2000 \| získané body na turnaji \| 32k \| 32 párů v kole \| ČF \| prohra ve čtvrtfinále \| F \| prohra ve finále \| \| 64k \| 64 párů v kole \| 16k \| 16 párů v kole \| SF \| prohra v semifinále \| Titul \| vítězství v turnaji \| | \| 0/2000 \| získané body na turnaji \| 32k \| 32 párů v kole \| ČF \| prohra ve čtvrtfinále \| F \| prohra ve finále \| \| 64k \| 64 párů v kole \| 16k \| 16 párů v kole \| SF \| prohra v semifinále \| Titul \| vítězství v turnaji \| | \| 0/2000 \| získané body na turnaji \| 32k \| 32 párů v kole \| ČF \| prohra ve čtvrtfinále \| F \| prohra ve finále \| \| 64k \| 64 párů v kole \| 16k \| 16 párů v kole \| SF \| prohra v semifinále \| Titul \| vítězství v turnaji \| | \| 0/2000 \| získané body na turnaji \| 32k \| 32 párů v kole \| ČF \| prohra ve čtvrtfinále \| F \| prohra ve finále \| \| 64k \| 64 párů v kole \| 16k \| 16 párů v kole \| SF \| prohra v semifinále \| Titul \| vítězství v turnaji \| | \| 0/2000 \| získané body na turnaji \| 32k \| 32 párů v kole \| ČF \| prohra ve čtvrtfinále \| F \| prohra ve finále \| \| 64k \| 64 párů v kole \| 16k \| 16 párů v kole \| SF \| prohra v semifinále \| Titul \| vítězství v turnaji \| | \| 0/2000 \| získané body na turnaji \| 32k \| 32 párů v kole \| ČF \| prohra ve čtvrtfinále \| F \| prohra ve finále \| \| 64k \| 64 párů v kole \| 16k \| 16 párů v kole \| SF \| prohra v semifinále \| Titul \| vítězství v turnaji \| | \| 0/2000 \| získané body na turnaji \| 32k \| 32 párů v kole \| ČF \| prohra ve čtvrtfinále \| F \| prohra ve finále \| \| 64k \| 64 párů v kole \| 16k \| 16 párů v kole \| SF \| prohra v semifinále \| Titul \| vítězství v turnaji \| | \| 0/2000 \| získané body na turnaji \| 32k \| 32 párů v kole \| ČF \| prohra ve čtvrtfinále \| F \| prohra ve finále \| \| 64k \| 64 párů v kole \| 16k \| 16 párů v kole \| SF \| prohra v semifinále \| Titul \| vítězství v turnaji \| | \| 0/2000 \| získané body na turnaji \| 32k \| 32 párů v kole \| ČF \| prohra ve čtvrtfinále \| F \| prohra ve finále \| \| 64k \| 64 párů v kole \| 16k \| 16 párů v kole \| SF \| prohra v semifinále \| Titul \| vítězství v turnaji \| | \| 0/2000 \| získané body na turnaji \| 32k \| 32 párů v kole \| ČF \| prohra ve čtvrtfinále \| F \| prohra ve finále \| \| 64k \| 64 párů v kole \| 16k \| 16 párů v kole \| SF \| prohra v semifinále \| Titul \| vítězství v turnaji \| | \| 0/2000 \| získané body na turnaji \| 32k \| 32 párů v kole \| ČF \| prohra ve čtvrtfinále \| F \| prohra ve finále \| \| 64k \| 64 párů v kole \| 16k \| 16 párů v kole \| SF \| prohra v semifinále \| Titul \| vítězství v turnaji \| | \| 0/2000 \| získané body na turnaji \| 32k \| 32 párů v kole \| ČF \| prohra ve čtvrtfinále \| F \| prohra ve finále \| \| 64k \| 64 párů v kole \| 16k \| 16 párů v kole \| SF \| prohra v semifinále \| Titul \| vítězství v turnaji \| | \| 0/2000 \| získané body na turnaji \| 32k \| 32 párů v kole \| ČF \| prohra ve čtvrtfinále \| F \| prohra ve finále \| \| 64k \| 64 párů v kole \| 16k \| 16 párů v kole \| SF \| prohra v semifinále \| Titul \| vítězství v turnaji \| | \| 0/2000 \| získané body na turnaji \| 32k \| 32 párů v kole \| ČF \| prohra ve čtvrtfinále \| F \| prohra ve finále \| \| 64k \| 64 párů v kole \| 16k \| 16 párů v kole \| SF \| prohra v semifinále \| Titul \| vítězství v turnaji \| |
| 0/2000     | získané body na turnaji            | 32k | 32 párů v kole | ČF | prohra ve čtvrtfinále | F | prohra ve finále | | | | | | | | | | | | | | | | |
| 64k        | 64 párů v kole                     | 16k | 16 párů v kole | SF | prohra v semifinále | Titul | vítězství v turnaji | | | | | | | | | | | | | | | | |

## Přehled finále

### Dvouhra
- Jannik Sinner vs.  Taylor Fritz, 6–4, 6–4

### Čtyřhra
- Kevin Krawietz /  Tim Pütz vs.  Marcelo Arévalo /  Mate Pavić, 7–6(7–5), 7–6(8–6)